# Parque de Nara

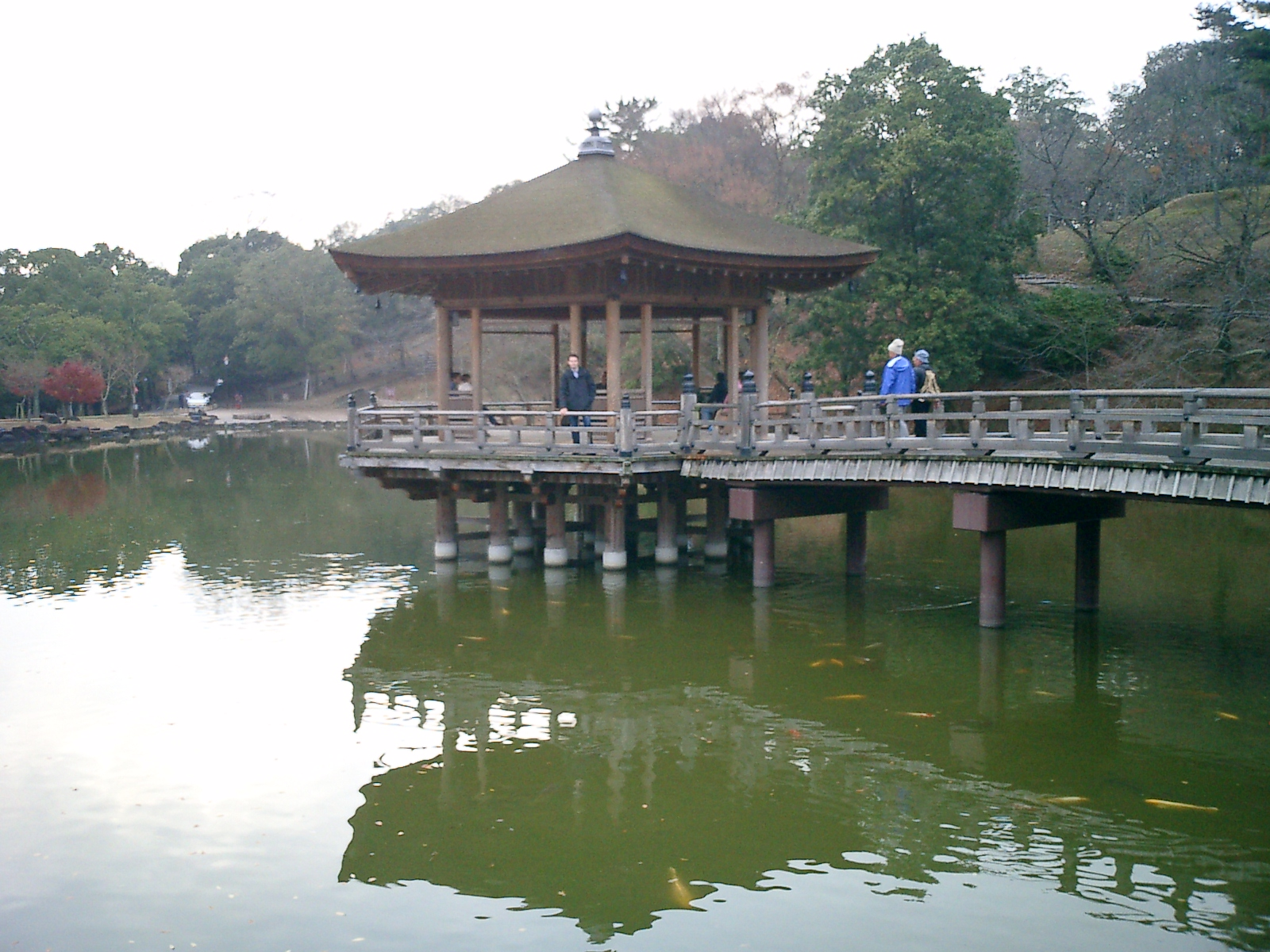
Templo en el lago del parque.

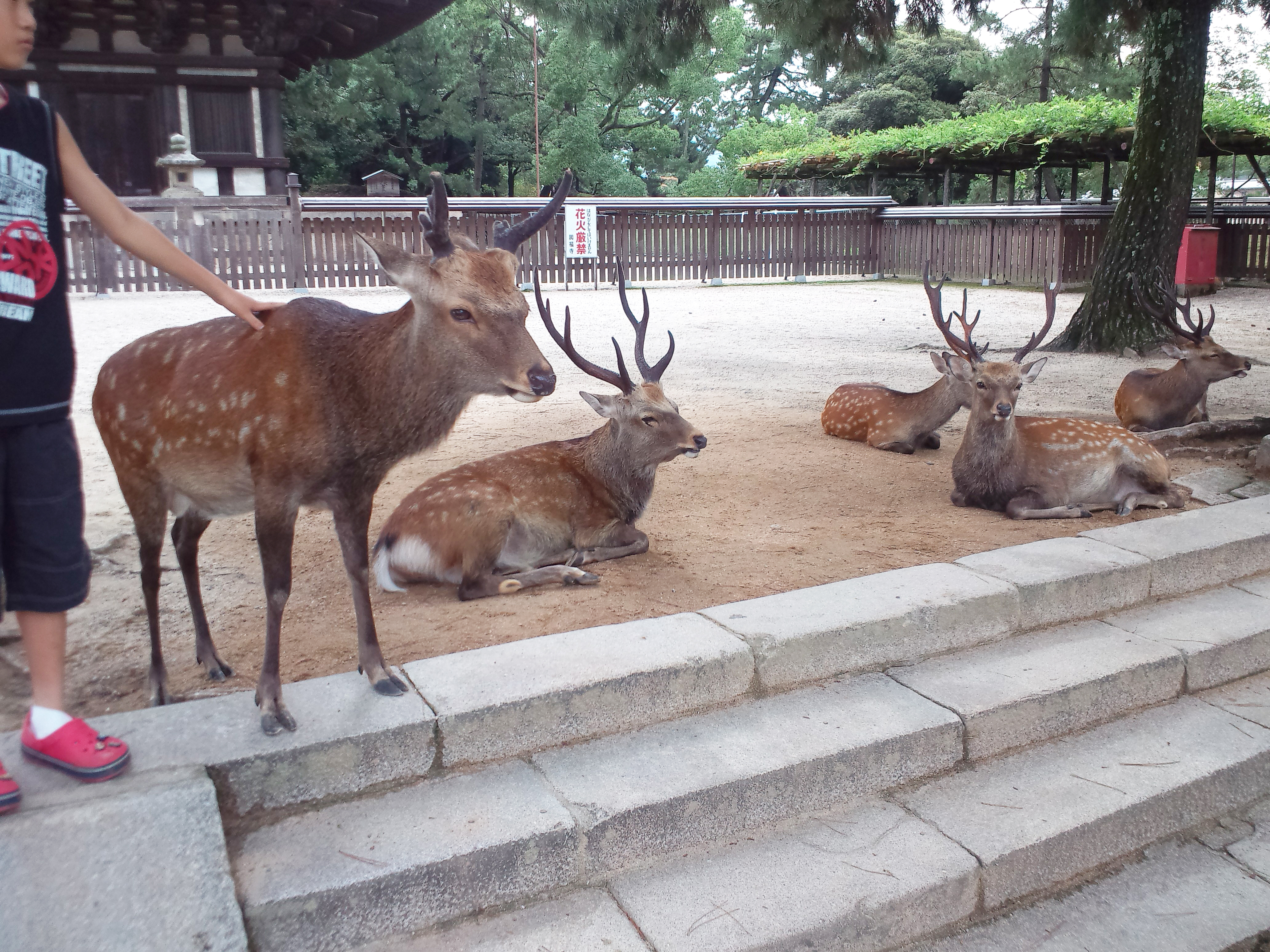
Ciervos sika en el Parque de Nara. (2012)

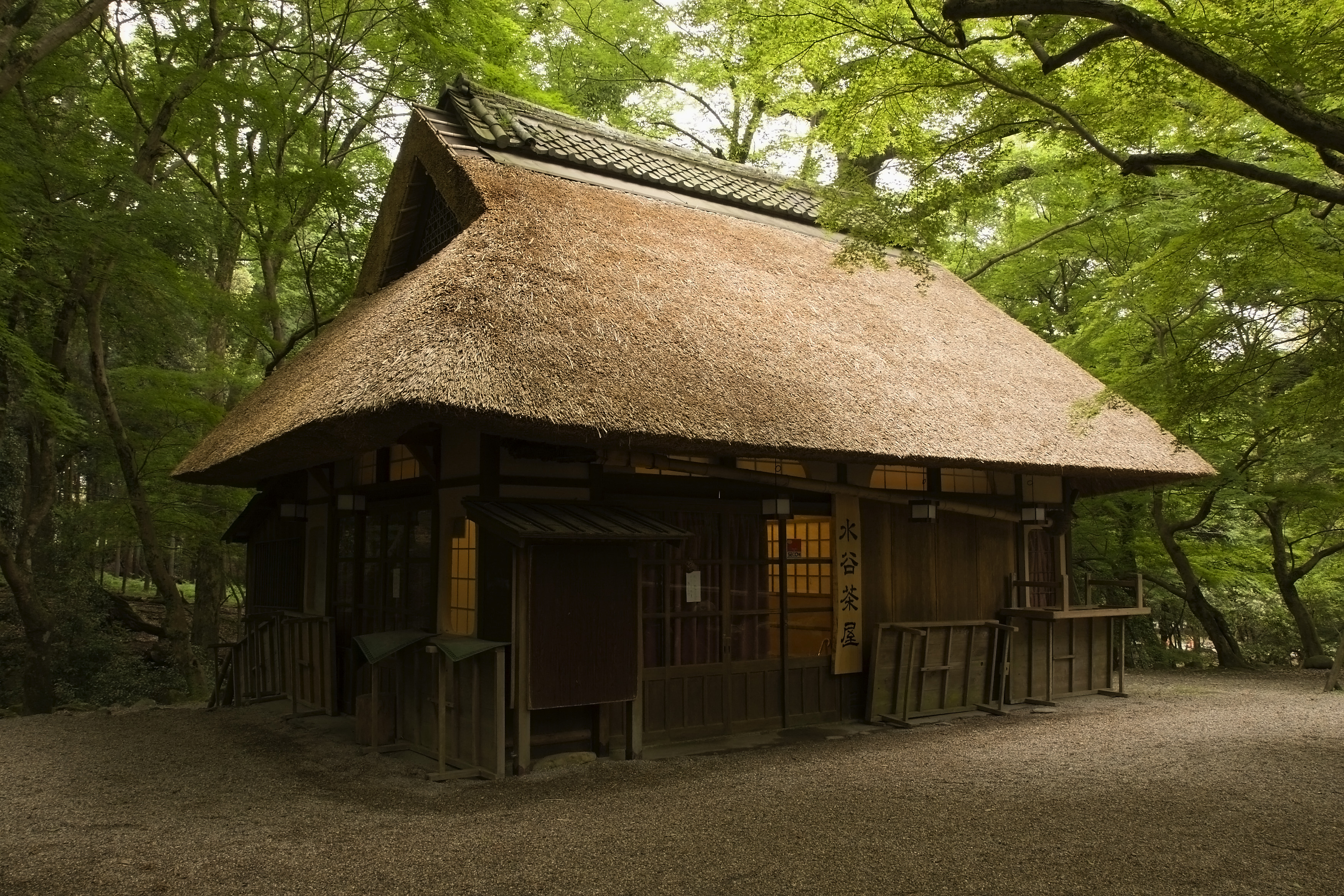
Dentro del parque, están las Chaya o casas tradicionales para tomar té. En ellas se sirven té y wagashi.

El Parque de Nara (奈良公園 Nara Kōen?) es un parque público situado en la ciudad de Nara, en Japón, a los pies del Monte Wakakusa. Creado en 1880, es uno de los parques más antiguos de Japón. Administrativamente, se encuentra bajo el control de la prefectura de Nara.
Si bien el tamaño oficial del parque es de aproximadamente 502 hectáreas, alcanza las 600 hectáreas si se incluyen los terrenos del templo Todai-ji, del templo Kōfuku-ji, del Gran Santuario Kasuga y del Museo Nacional de Nara, que están en el borde del Parque Nara o rodeados por él. De hecho, los jardines hacen uso de los edificios de los templos como elementos clave de sus paisajes. Además, todos estos templos son los más destacados de la ciudad de Nara. En concreto, el de Todai-ji es conocido por albergar una estatua de Buda de 50 pies de alto.Además, en las entradas de los templos Tōdai-ji y Kōfuku-ji se pueden encontrar servicios de jinrikisha (人力車) o rickshaw.
El parque es uno de los "lugares de belleza escénica" designados por el Ministerio de Educación, Cultura, Deportes, Ciencia y Tecnología de Japón (MEXT). Los más de 1.200 ciervos sika (シカ) o (鹿 shika) salvajes que deambulan libremente en el parque también se encuentran bajo la designación de MEXT, clasificados como "Monumento Natural". Otros animales salvajes que habitan el parque son los ciervos, los jabalíes, los perros mapaches japoneses, las ardillas voladoras gigantes japonesas, otros tipos de ardillas... La vegetación se compone de pinos, cerezos en flor, arces, ciruelos, cedros japoneses y pieris japoneses, entre otros.
El Parque Nara se abrió en 1880, cuando un terreno de 14 hectáreas dentro de los terrenos de Kōfuku-ji, que eran propiedad del gobierno, fue designada como parque. En 1889, se añadieron Todai-ji, Kasugano y zonas montañosas como el monte Wakakusa, ampliando el parque a 535 hectáreas. De 1949 a 1951, se revocó la designación de parque dentro de los terrenos del templo, reduciendo el área a 500 hectáreas. En 1960, fue designado oficialmente como Parque Nara en virtud de la Ley de Parques Urbanos, con una superficie de 502 hectáreas.

## Ciervos
Según el folklore local, los ciervos de esta zona se consideraban sagrados, debido a la visita de Takemikazuchi, dios del trueno y uno de los cuatro dioses del Santuario Kasuga. Se dice que había sido invitado desde de Kashima,  y apareció en el monte Mikasa montando un ciervo blanco. Desde entonces el ciervo era considerado un ser divino y sagrado en los templos Kasuga y Kōfuku-ji. Matar a uno de estos ciervos sagrados era una ofensa capital que se castigaba severamente, en ocasiones incluso con la muerte, hasta 1637, la última fecha registrada de una violación de esta ley.
Después de Segunda Guerra Mundial, los ciervos fueron despojados oficialmente de su estatus sagrado y divino, en cambio fueron designados como tesoros nacionales y están protegidos como tales. Hoy en día, los visitantes pueden comprar Shika-senbei (鹿煎饼?)), croquetas para alimentar a los ciervos en el parque. Estas galletas son vendidas exclusivamente por la empresa Wnow.

## Templos

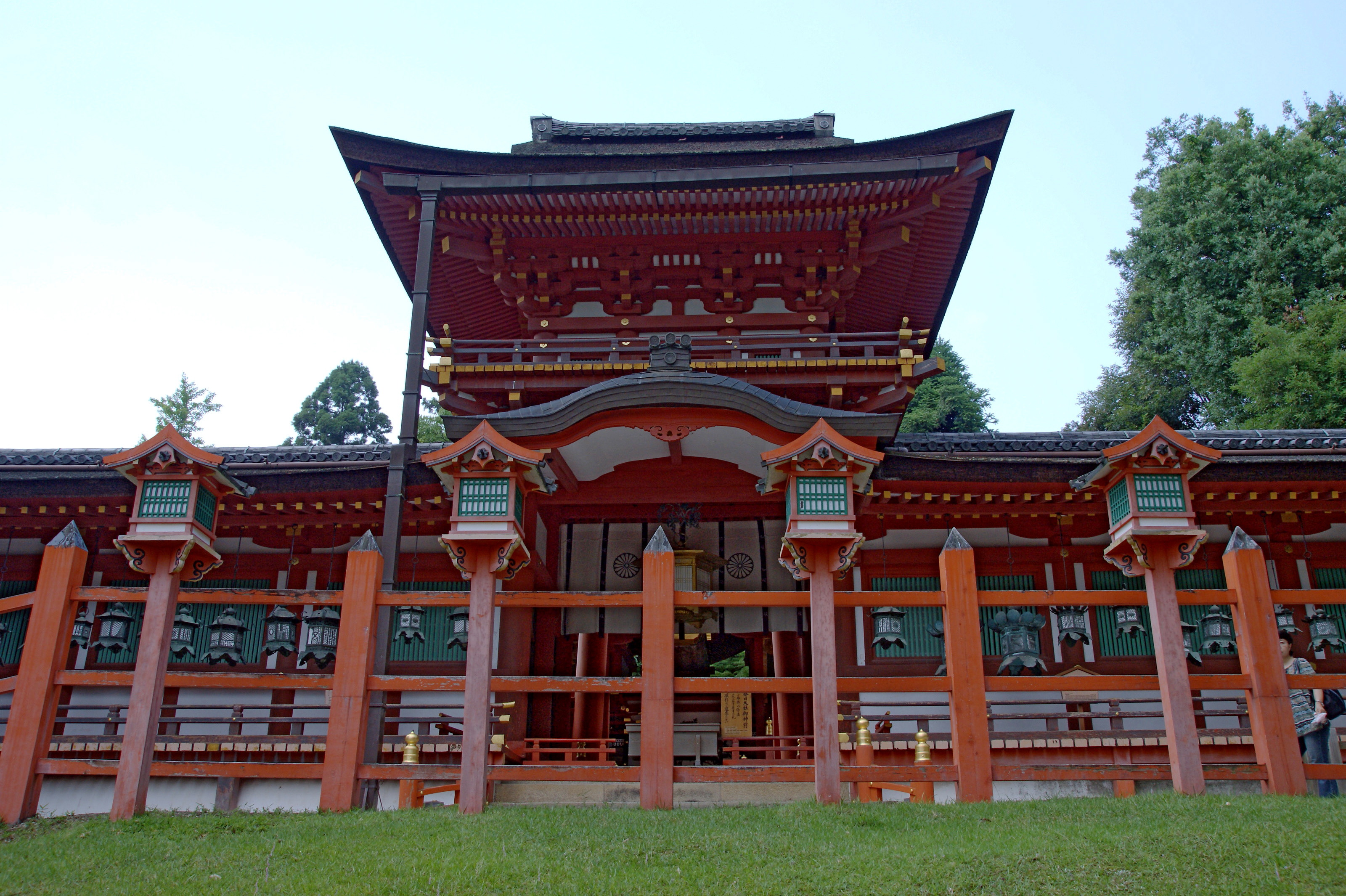
Gran Santuario Kasuga

En el área monumental del Parque de Nara destaca el templo Todai-ji, el edificio de madera más grande del mundo, que acoge un enorme Buda de bronce, de dieciséis metros de alto y quinientas toneladas de peso. Este Buda es la mayor atracción turística de Nara. El gran pórtico del templo está custodiado por dos tallas colosales de los guardianes celestes Vaisravana («el que lo oye todo») y Virupaksa («el que lo ve todo»). Cerca, el Museo Nacional de Nara exhibe la mejor colección de estatuas budistas de Japón.
En el Parque de Nara también se halla el Gran Santuario Kasuga. Se accede a este santuario sintoísta por un camino boscoso y flanqueado por dos mil lámparas de piedra. Todas ellas se encienden al anochecer en las fiestas del Setsubun Mantoro (3 de febrero) y Obon Mantoro (14 de agosto). 